# Hetés György
Hetés György (Budapest, 1921. július 24. – Budapest, 1998. december 9.) magyar színész, szobrász, éremművész.

## Életpályája
1943-ban kapott színészi oklevelet az Országos Színészegyesület színiiskolájában. 1945-ben Mátray Károly magántársulatához szerződött. 1946-tól Hódmezővásárhelyen kezdte az évadot, majd a budapesti Művész Színház foglalkoztatta. 1947-től a Madách Színház, 1952-től a kecskeméti Katona József Színház, 1953-tól a Miskolci Nemzeti Színház színésze volt. 1954-től nyugdíjba vonulásáig az Állami Faluszínház, majd a jogutódok: az Állami Déryné Színház, illetve a Népszínház színművésze volt. 1981-től a Vígszínházban szerepelt. Színészi munkája mellett színházi rendezéssel is foglalkozott.
Szobrászként autodidakta módon képezte magát, többek között a Dési Huber Körben, ahol a mestere Laborcz Ferenc szobrászművész volt. Számos egyéni kiállítása volt országszerte. Főleg éremművei és színészeket ábrázoló szobor-karikatúrái lettek ismertek. 
Könyvet írt Osváth Béla hódmezővásárhelyi színházáról, amely 1989-ben jelent meg. 
Felesége Szántó Margit színművésznő volt.

## Könyve
- Osváth Béla színháza Hódmezővásárhelyen (Hódmezővásárhely, 1989) ISBN 963-01-9724-3

## Fontosabb színházi szerepei

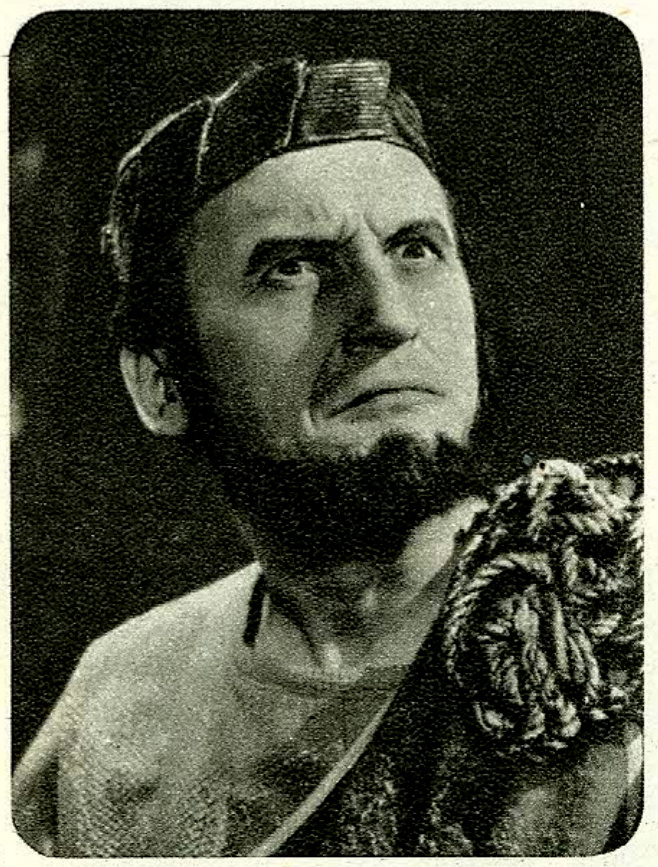
Kreón szerepében - (Szophoklész: Antigoné - Állami Déryné Színház)

- Molière: Dandin György... Dandin György
- Edmond Rostand: Sasfiók... Metternich
- John Steinbeck: Egerek és emberek... Curley
- Friedrich Schiller: Ármány és szerelem... Inas
- Szophoklész: Antigoné... Kreón
- Csokonai Vitéz Mihály: Özvegy Karnyóné... Karnyó
- Vörösmarty Mihály: Csongor és Tünde... Tudós
- Katona József: Bánk bán... Ottó
- Csiky Gergely: Buborékok... Záthonyi
- Kosztolányi Dezső: Édes Anna... Dr. Moviszter
- Kálmán Imre: Csárdáskirálynő... Bóni gróf
- Eisemann Mihály: Fekete Péter... Lucien
- Zerkovitz Béla: Csókos asszony... Tarpataki
- Berté Henrik: Három a kislány... Tschöll papa
- Babay József: Három szegény szabólegény... Cérna Gábor

## Filmek, tv
- Privát kopó (sorozat)

- Félelem ára című rész (1993)
- Kis Romulusz (krimi-vígjátéksorozat)

- 2. rész (1995)

## Rendezéseiből
- Molière: Dandin György
- Csokonai Vitéz Mihály: Özvegy Karnyóné

## Egyéni kiállításai
- Budapest (1963)
- Szombathely (1964)
- Ózd (1966)
- Tata, Pécs, Nyíregyháza (1967)
- Zalaegerszeg, Nagykanizsa, Lenti (1973)
- Hódmezővásárhely (1989)
- Tatabánya, Lenti (1991)
- Budapest, Bajor Gizi Színészmúzeum, életműkiállítás (az anyag ott is maradt) (1994)
- Budapest, Semmelweis Orvostörténeti Múzeum, Orvosérmek kamarakiállítása (1998)

## Köztéri művei
- Móricz Zsigmond (alumínium, dombormű, 1971, Fehérgyarmat)
- Vörösmarty Mihály (bronz dombormű, 1992, Lenti)